# الزراعة المكثفة في المرية

موقع مقاطعة المرية بإسبانيا.

تشكل الزراعة المكثفة في مقاطعة المرية بإسبانيا نموذجًا لاستخدام الوسائل التقنية العالية لتحقيق أقصى عائد اقتصادي يعتمد على الاستخدام الرشيد للمياه واستخدام الدفيئات/الصوب البلاستيكية والتدريب التقني العالي. تقع الصوب بين بلدية مطريل والمرية.  تشتهر منطقة إلخيدو بإنتاجيتها الزراعية.

## التاريخ

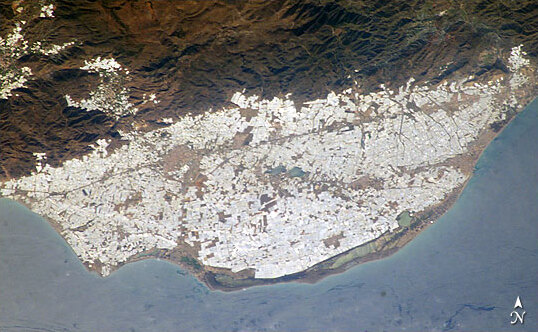
صورة قمر صناعي لموقع «كامبو دي دالياس» و«بحره البلاستيكي» المتكون من الصوب البلاستيكية.

تم بناء أول صوبة زراعية عام 1963 وتم توسيع التقنية بواسطة Campo de Dalías أو Poniente Almeriense وبعد ذلك بواسطة Campo de Níjar. تم اختبار استخدام البولي إيثيلين كبديل للزجاج في تجارب في جزر الكناري وكاتالونيا، فتم نشر البلاستيك على أعمدة خشبية أو هياكل معدنية وتم تأمينه بالأسلاك. البلاستيك الشفاف يزيد من الحرارة ويحافظ على الرطوبة، وهذا يسمح بحصاد المحاصيل قبل شهر واحد بالمقارنة بالحصاد في الحقول العادية وقبل المناطق الأخرى، حيث يبدأ الحصاد في ديسمبر ويسمح بنمو النباتات في زراعات الخريف والشتاء حتى مارس. وهذا يسمح بمضاعفة عدد المحاصيل، وأحياناً مضاعفتها ثلاث مرات.

### العمال المزارعون المهاجرون
بدءًا من العقد الأول من القرن الحادي والعشرين في منطقة «إل إيجيدو» في إقليم الأندلس، تم توثيق تعرض العمال المهاجرين الأفارقة (بما في ذلك أعداد كبيرة من المغاربة) العاملين في الصوب للتهميش الاجتماعي الشديد والعنصرية بينما يتعرضون في الوقت نفسه لظروف عمل صعبة للغاية مع التعرض الكبير للمبيدات الحشرية السامة.   وقد وصف دعاة حماية البيئة منطقة «إل إيجيدو» بأنها «بحر من البلاستيك» بسبب المساحات الشاسعة من الأرض التي تغطيها البيوت الزجاجية، كما تم تصنيفها أيضًا على أنها «السر القذر الصغير لأوروبا» بسبب الانتهاكات الموثقة للعمال الذين يساعدون في إنتاج كميات كبيرة من إمدادات الغذاء في أوروبا. 

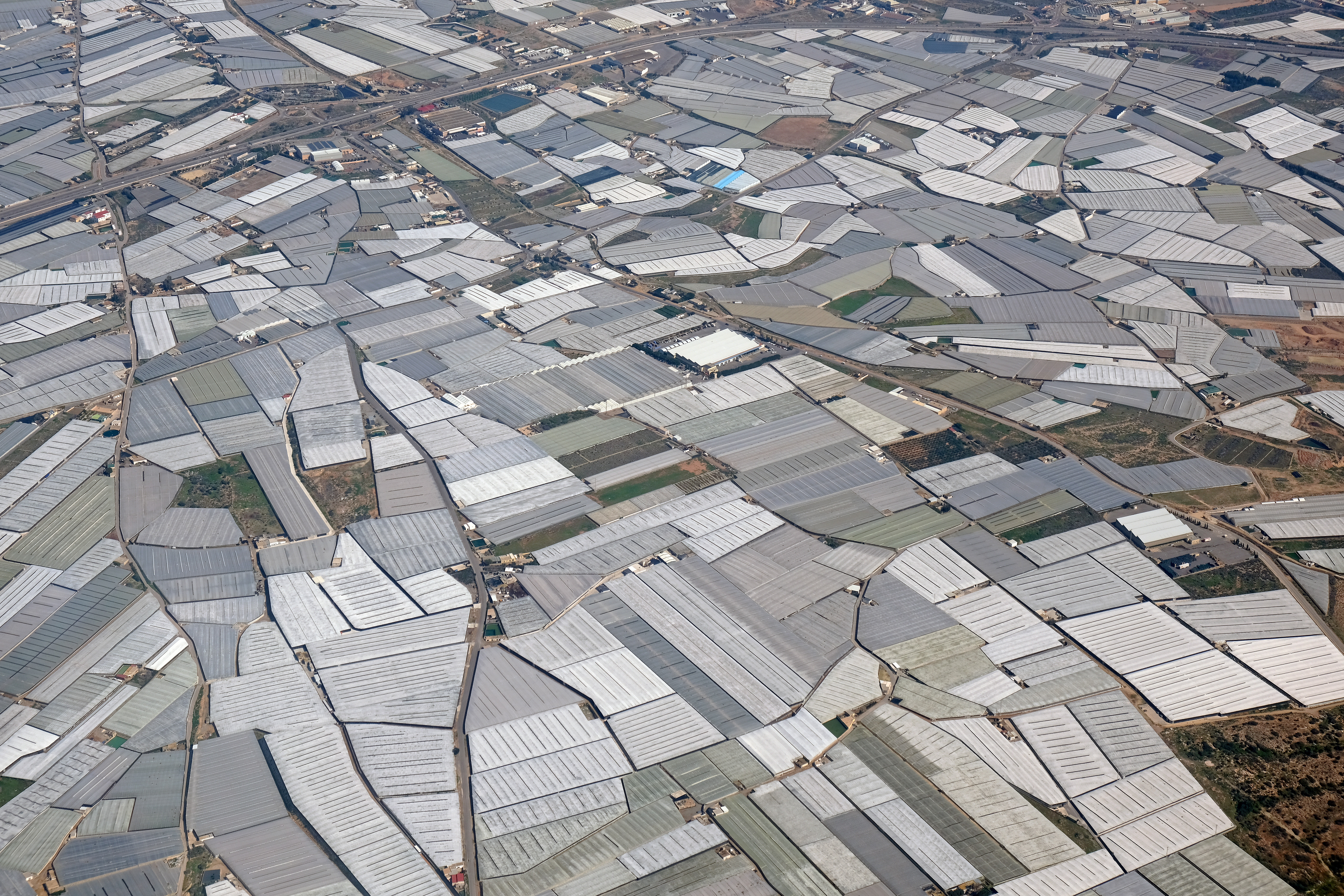
صورة جوية للبيوت الدفيئة/الصوب. بحر البلاستيك.

في هذه الصوب، يُطلب من العمال العمل في ظروف «شبيهة بالعبودية» في درجات حرارة تصل إلى 50 درجة مئوية مع عدم وجود تهوية، بينما يُحرمون من مرافق الراحة الأساسية ويتلقون أجورًا منخفضة للغاية، من بين انتهاكات أخرى في مكان العمل.  اعتبارًا من عام 2015، من بين 120 ألف عامل مهاجر يعملون في الصوب، هناك 80 ألفًا غير موثقين وغير محميين بموجب قانون العمل الإسباني، وفقًا «لسبتو ميندي» من نقابة عمال الحقول الإسبانية (SOC).  اشتكى العمال من الآثار الصحية السيئة نتيجة التعرض للمبيدات الحشرية دون استخدام معدات الحماية المناسبة.  

### تلوث المياه الجوفية وحفر الآبار المائية
يتم تلوث المياه الجوفية بالأسمدة والمبيدات الحشرية. يتم إلقاء حوالي 5,200 طن من النفايات الكيميائية في المنطقة كل عام. 
حظرت الحكومة المحلية حفر آبار مياه جديدة، ولكن غالبًا ما يتم تجاهل هذا الأمر ويتم حفر آبار جديدة حتى عمق 2,000 متر. 

### النفايات البلاستيكية
يتم إنتاج حوالي 30 ألف طن من النفايات البلاستيكية كل عام، وفي الأماكن التي أصبحت فيها التربة غير خصبة، يتم التخلي عن الصوب بعد تقطيع البلاستيك.  وتشير التقارير إلى أن النفايات البلاستيكية من الصوب تتسرب إلى البحر الأبيض المتوسط. 